# Mycena truncosalicicola
Mycena truncosalicicola är en svampart som beskrevs av D.A. Reid 1996. Mycena truncosalicicola ingår i släktet Mycena och familjen Mycenaceae.   Inga underarter finns listade i Catalogue of Life.